# Jaan Kriisa

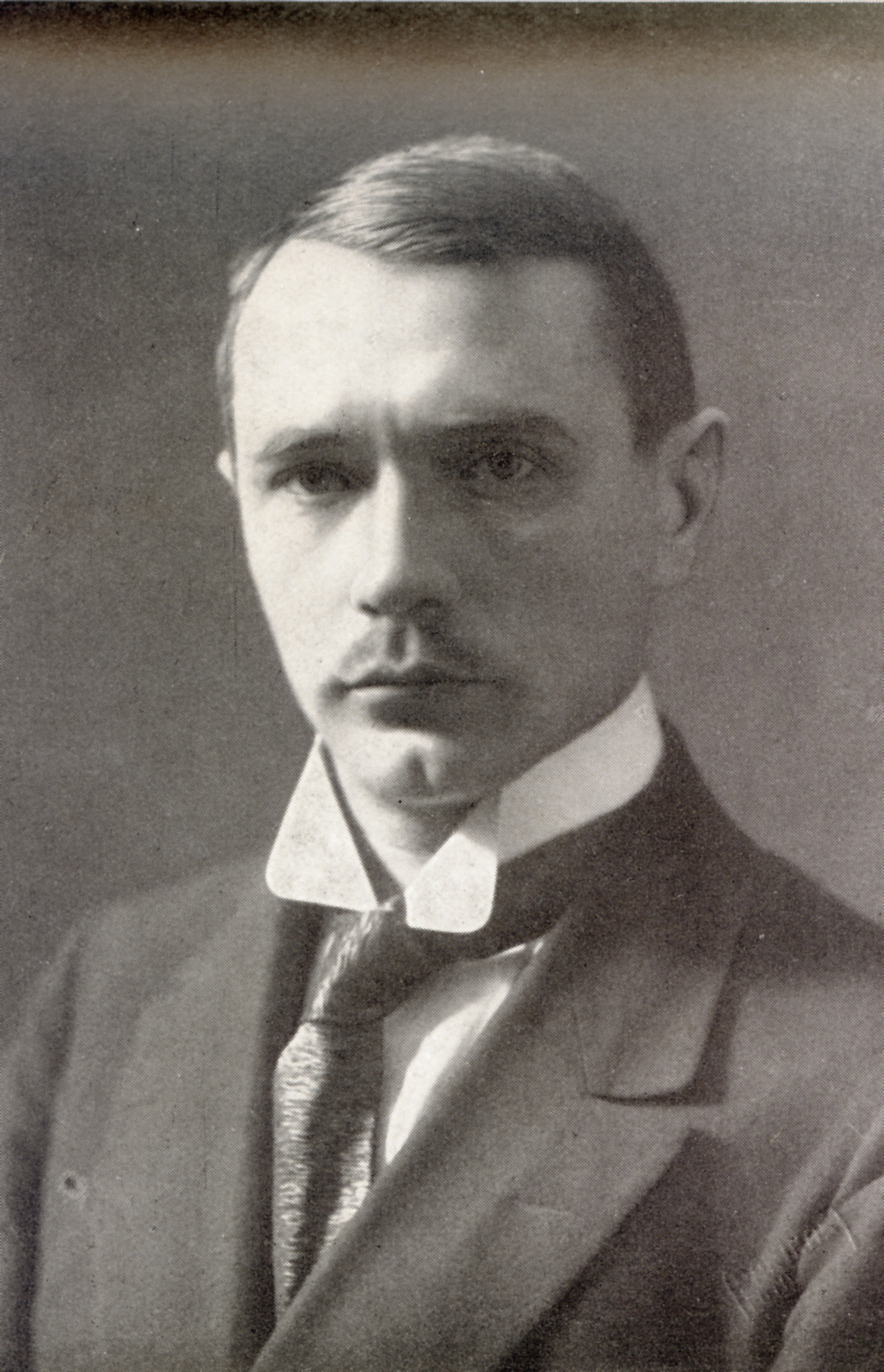
Jaan Kriisa

Jaan Kriisa (* 19. Dezemberjul. / 31. Dezember 1882greg. in der Landgemeinde Ulila, damals Kreis Tartu, Gouvernement Livland; † 8. August 1942 im Gefangenenlager Sewurallag bei Soswa, Oblast Swerdlowsk, Sowjetunion) war ein estnischer Jurist und Politiker.

## Leben, Recht, Politik
Jaan Kriisa wurde als Sohn der Landwirte Johan (1835–1924) und Anna Krisa (geb. Sollman, 1837–1905) geboren. Nach der Gemeindeschule besuchte er das renommierte Hugo-Treffner-Gymnasium in Tartu. 1906 machte er sein Abitur in Sankt Petersburg. Von 1906 bis 1911 studierte er Rechtswissenschaft an der Universität Tartu ab. Er gehörte dem Verein Studierender Esten (Eesti Üliõpilaste Selts) an.
Nach seinem Studium war Kriisa 1911/12 als Anwalt in Pärnu und von 1912 bis 1917 in Valga tätig. In Valga bekleidete er 1917 das Amt des stellvertretenden Bürgermeisters. Von Oktober 1917 bis zur deutschen Besetzung Estlands im Februar 1918 war Kriisa Oberbürgermeister der zweitgrößten estnischen Stadt Tartu. Dasselbe Amt hatte er ab dem Ende der deutschen Besetzung von November 1918 bis November 1919 inne.
Kriisa war politisch in der konservativ-nationalliberalen Estnischen Volkspartei (Eesti Rahvaerakond) aktiv. Vom 18. November 1919 bis 28. Juli 1920 war Kriisa Ernährungsminister im Kabinett von Ministerpräsident Jaan Tõnisson. Dasselbe Amt hatte er bis 26. Oktober 1920 im nachfolgenden Kabinett inne. Danach war er Mitglied des estnischen Parlaments (Riigikogu). Im Januar 1921 trat er als Abgeordneter zurück.
Nach seinem Ausscheiden aus der Politik war Kriisa erneut als Rechtsanwalt tätig.
Mit der sowjetischen Besetzung Estlands wurde Kriisa am 14. Juni 1941 verhaftet und ins Innere der Sowjetunion verbracht. Er wurde im August 1942 im „Besserungs- und Arbeitslager“ Sewurallag (Северо-Уральский исправительно-трудовой лагерь) in der Oblast Swerdlowsk hingerichtet.

## Privatleben
Jaan Kriisa war seit 1922 mit Adeline-Johanna Kriisa (geb. Luik, 1895–1977) verheiratet. Sie wurde 1941 nach Sibirien deportiert und konnte erst 1955 nach Estland zurückkehren. Die Ehe blieb kinderlos.